# في الطفولة
في الطفولة هي سيرة ذاتية للكاتب المغربي عبد المجيد بن جلون، كتاب يجمع بين السيرة الذاتية للكاتب والكتابة الروائية، أصدره عن دار نشر المعرفة للطباعة والنشر سنة 1993.

## القصة
تدور أحداث الكتاب حول مرحلة طفولة المؤلف، بدايةً من سنوات ميلاده إلى سن الشباب. يفتتح الكاتب بسرد أيام ولادته ورحلته مع أسرته إلى إنجلترا، ويتحدث عن الفترة التي قضاها هناك. يصف ببراءة طفولية نظرة الطفل للعالم من حوله والأحداث التي يكتشفها مع مرور الوقت. يتناول الكاتب أحاسيسه وتأثره بأحداث هذه المرحلة، منها تأثره بوفاة والدته وأول يوم له في المدرسة، والصلاة التي تخلى عنها بسبب دينه الإسلامي. يشرح أيضًا أول زيارة له للمغرب حيث قضى أسبوعًا جميلًا بين فاس ومراكش. يستمر الكاتب في سرد أحداث هذه المرحلة حتى يتم اتخاذ قرار بالعودة إلى المغرب من قبل أسرته، مما ألزمه بفراق إنجلترا وكل ذكرياته هناك وبداية مرحلة جديدة في وطنه الجديد. بعد ذلك، يروي الكاتب مرحلة جديدة في عمره، حيث يقارن بين حياته في كل من إنجلترا والمغرب، ويبدأ بالمقارنة بين المدرستين التي كان يدرس فيهما. يستمر السرد في ذكر أحداث طفولته مثل وفاة أخته بعد صراع مع المرض، وعلاقته بأصدقائه وأساتذته في المدرسة، ويخص بالذكر أستاذ القرآن الذي أثر فيه بشكل خاص. كما يتحدث عن تأثير علاقته بفتاة أعجب بها وكيف أثرت هذه الأخيرة على حياته، وكيف تجذبه كرة القدم والتحدي الذي واجهه بتعلم اللغة العربية بناءً على رغبته الشديدة وتحديه لوالده. ويواصل الكاتب الحديث عن فترة دراسته في جامع القرويين وكيف تعلق بالأدب ونشر مقالاته، حتى قرر الالتحاق بمصر لاستكمال تعليمه.

## فصول الرواية
رواية في الطفولة للكاتب المغربي عبد المجيد بن جلون تتكوّن من 48 فصلًا، وتُقدَّم بأسلوب السيرة الذاتية، حيث يُعيد الكاتب بناء طفولته من خلال سرد متسلسل يُبرز تحوّلاته النفسية والاجتماعية والثقافية. تبدأ الرواية بفصول تُركّز على الولادة والنشأة في إنجلترا، ثم تنتقل إلى الصدمة الأولى بوفاة الأم، ومرحلة المدرسة والاغتراب الثقافي، قبل أن تتناول العودة إلى المغرب وما صاحبها من صراع لغوي وهوياتي. تتوالى الفصول لتُبرز مرض الأخت، ثم الانخراط في الدراسة بجامع القرويين، ومرحلة الانفتاح على الأدب العربي، وصولًا إلى التحوّل نحو مصر لاستكمال التعليم، حيث تُختتم الرواية بفصول تُجسّد النضج الفكري والوجداني.

## الشخصيات
- عبد المجيد بن جلون:(الشخصية الرئيسية والراوي) يسرد الرواية من وجهة نظره الشخصية التي تعكس مشاعره وتجاربه الحياتية. منذ طفولته، يظهر شخصية حساسة وفضولية، مليئة بالتساؤلات، لكنه يعيش في حالة من القلق والخوف بسبب الغربة التي يشعر بها أثناء تنقله بين الثقافتين المغربية والإنجليزية. يُظهر عبد المجيد ارتباطًا عاطفيًا قويًا بكل من عائلته ووطنه، حيث يعاني من سلسلة من النكبات مثل وفاة والدته ومرض أخته، مما يُثقل عليه نفسيًا. يتميز بالتفوق الدراسي والثقافة الواسعة التي مكنته من تحقيق إنجازات أدبية مبكرة[3].
- الأم: رمز الحنان والرعاية في الرواية، فهي الشخصية التي توفر لعبد المجيد الاستقرار العاطفي. كانت محبة لوطنها المغرب وكارهة للحياة في إنجلترا، حيث شعرت بالانعزال. ثقافتها تقليدية ودينية، لكنها تحرص على غرس القيم الأخلاقية في أطفالها. وفاتها تُعد حدثًا محوريًا في حياة عبد المجيد، حيث تسبب له ألمًا عميقًا وغيابًا دائمًا لدفء الأمومة.
- الأب: شخصية عملية يسعى لتأمين حياة كريمة لعائلته من خلال عمله كتاجر. يظهر التزامه العائلي عندما يقرر التفرغ لرعاية أسرته بعد مرض زوجته. عاد إلى المغرب حيث واجه تحديات مالية كبيرة أدت إلى فقدانه جزءًا كبيرًا من ممتلكاته. رغم أزماته، ظل شخصية صامدة ومستعدة لبذل كل جهد ممكن لإعادة استقرار عائلته.
- الأخت الصغرى: تمثل الأخت الصغرى البراءة والحيوية في الرواية، لكنها تعاني من مرض قاسٍ يُفقدها بريقها تدريجيًا حتى وفاتها. كانت علاقتها بعبد المجيد مليئة بالمحبة والمشاركة، حيث ترك غيابها أثرًا نفسيًا كبيرًا عليه. لعبت دورًا في تنمية شخصية الراوي من خلال الحوارات والتجارب التي شاركتها معه.
- المربية: هي شخصية داعمة أساسية في حياة عبد المجيد خلال طفولته. لعبت دورًا مزدوجًا كبديل للأم وكشخصية تثري خيال الطفل من خلال الحكايات والقصص. كانت تسعى دائمًا لحمايته من الحزن والكآبة، خاصة بعد وفاة والدته.
- أندري: شاب يوناني يظهر في الرواية كشخصية فريدة. يحب المطالعة، يكره الحرب، ويعيش في عزلة ذاتية للهروب من الواقع القاسي. يترك أندري أثرًا عميقًا على عبد المجيد، حيث يعلمه أهمية التأمل والقراءة كوسيلة لفهم العالم والتعامل مع مشكلاته.
- أنيني: فتاة عطوفة ومرحة تُضفي جوًا من البهجة في الرواية. كانت دائمًا قريبة من عبد المجيد، تقدم له الدعم العاطفي وتساعده على مواجهة الصعاب. تعكس شخصيتها حب الحياة والقدرة على التكيف مع التحديات.
- جورجي: شاب يافع يركز على الأناقة والمظهر الشخصي، لكنه يميل إلى الانعزال والانشغال بنفسه. ويضيف بُعدًا متباينًا في طبيعة الشخصيات التي أحاطت بعبد المجيد خلال طفولته.

## تيمة الهوية
عاش عبد المجيد بن جلون صراعًا داخليًا بين ثقافتين متناقضتين، تمثل الأولى الثقافة الغربية في مانشستر (إنجلترا) والثانية الثقافة المغربية في فاس (المغرب). هذا التمزق بين بيئتين مختلفتين يعمق شعوره بالغربة والضياع، إذ يجد نفسه ممزقًا بين هويتين متباينتين، مما يعكس أزمة الهوية التي عاشها في مرحلة طفولته. يعبر الكاتب عن شعوره بالمنفى في "الفضاء الثالث" الذي يتضمن ازدواجية في اللغة والعادات والمعتقدات، ما يعزز شعوره بالعزلة عن كلا المجتمعين. تصبح الكتابة وسيلة لإعادة تشكيل هويته وتخيل ذاته في سياق متعدد الثقافات، حيث يعيد بناء ماضيه من خلال التداخل بين الذاكرة والتخييل. تمثل الطفولة بالنسبة له نقطة انطلاق لتشكيل الهوية، حيث تبدأ الذات في فهم مكانها في العالم وسط تأثيرات ثقافية متنوعة. في النهاية، تتيح الكتابة له تأكيد فرديته ورؤية ذاته بشكل فريد، معبرًا عن هويته المغربية في عالم معقد تموج فيه التناقضات الثقافية والسياسية.

## الرواية في المناهج الدراسية المغربية
الرواية في المناهج الدراسية المغربية تُعدّ رواية في الطفولة للكاتب المغربي عبد المجيد بن جلون من أبرز النصوص الأدبية المُدرّسة في المناهج الدراسية المغربية، لا سيما في مستوى التعليم الإعدادي، حيث يُقدَّم هذا العمل بوصفه نموذجًا للسيرة الذاتية الأدبية التي تجمع بين السرد الشخصي والتعبير الفني. وتُوظّف الرواية في تحليل عناصر البناء السردي مثل الشخصيات، والزمان والمكان، والأسلوب، إذ يتم من خلالها دراسة التطور النفسي والاجتماعي للراوي، وتفاعله مع الأحداث المحورية في حياته، بدءًا من تجاربه في المهجر وصولًا إلى عودته إلى المغرب. كما تسلط الرواية الضوء على قضايا الهوية والانتماء والاندماج الثقافي، من خلال سرد تجربة الكاتب بين ثقافتين متناقضتين، الإنجليزية والمغربية، مما يُكسب النص عمقًا تربويًا وأدبيًا يجعله مادة غنية للتأمل النقدي والدراسة المدرسية، ويندرج ضمن محاور تهدف إلى تنمية الحس اللغوي والقدرة على التحليل والمقارنة لدى المتعلّمين.

## المعاناة في الرواية
تُجسّد رواية في الطفولة مظاهر متعددة من المعاناة النفسية والاجتماعية التي عاشها الكاتب عبد المجيد بن جلون في مرحلته الطفولية، حيث يُبرز سرد الأحداث إحساسًا بالغربة والاضطراب الداخلي نتيجة تنقله بين ثقافتين متناقضتين، الإنجليزية والمغربية، مما أثر على إدراكه للهُوية والانتماء. وتنعكس المعاناة أيضًا في فقدان والدته في سن مبكرة، وما خلّفه ذلك من حزنٍ عميق وشعور بالوحدة، إضافة إلى مرض أخته، والتجارب القاسية داخل النظام التعليمي المغربي، خاصة يومه الأول في المدرسة وما واجهه من صدمة لعدم إتقانه اللغة العربية. كل هذه المعاناة تتداخل مع رحلة اكتشاف الذات، وتُعبر عن تمزّق نفسي ووجداني يُضفي على السيرة طابعًا إنسانيًا عميقًا، ويجعل منها وثيقة أدبية تُحاكي بأسلوب داخلي مؤلم واقع الطفولة في سياق اجتماعي وثقافي معقد.

## النقد
وصف جميل حمداوي هذه الرواية على أنها أول سيرة ذاتية مغربية، أما عبد اللطيف الوراري، فقد علق حولها قائلا: «سيرة ذاتية غيرتْ وجه الأدب المغربي في العصر الحديث». كتبت مجلة القدس العربي أيضا عن هذا العمل واصفة إياه أنه نص عن الذات المغربية وعلاقتها بالآخر الانجليزي

## إقتباسات
الموت له أن يخطو بين البشر ليرسل منهم إلى المشنقة آلافا كل يوم، ومع ذلك يرتع في الحياة حرا طليقا كما لو لم يكن هناك قانون دُون في الأرض أو أوحى به من السماء
واستولى علي شعور مرعب هو أنني خلقت لأكون غريبا، ففي البلاد التي أتينا منها كان الناس ينظرون إلي على أنني غريب وفي البلاد التي يقال أنني منها نظر الناس إلي أيضا على أنني غريب
إن شعور المرء بالوحدة يزداد كلما كثر الناس حوله

إن الحوادث الفاصلة هي التي تنهي فترات حياتنا لا السنون